# Grada (Portugal)
Grada is een gehucht (freguesia) in de gemeente Mealhada in het Portugese district Aveiro. Het gehucht Grada ligt ten zuiden van Barcouço.